# Trophée Hermann
Le Trophée Hermann est attribué chaque année par le Missouri Athletic Club (MAC) au meilleur joueur de soccer universitaire des États-Unis.

## Trophée Hermann (depuis 1967)

### Vainqueurs
| Année | Nom                    | Université                       |
| ----- | ---------------------- | -------------------------------- |
| 1967  | Dov Markus             | Blackbirds de LIU Brooklyn (en)  |
| 1968  | Mani Hernandez (en)    | Spartans de San Jose State       |
| 1969  | Al Trost               | Billikens de Saint-Louis         |
| 1970  | Al Trost (2)           | Billikens de Saint-Louis         |
| 1971  | Mike Seerey (en)       | Billikens de Saint-Louis         |
| 1972  | Mike Seerey (en) (2)   | Billikens de Saint-Louis         |
| 1973  | Dan Counce (en)        | Billikens de Saint-Louis         |
| 1974  | Farrukh Quraishi (en)  | Red Dragons de SUNY Oneonta (en) |
| 1975  | Steve Ralbovsky (en)   | Bears de Brown                   |
| 1976  | Glenn Myernick (en)    | Hawks de Hartwick (en)           |
| 1977  | Billy Gazonas (en)     | Hawks de Hartwick (en)           |
| 1978  | Angelo DiBernardo (en) | Hoosiers de l'Indiana            |
| 1979  | Jim Stamatis           | Nittany Lions de Penn State      |
| 1980  | Joe Morrone (en)       | Huskies du Connecticut           |
| 1981  | Porfirio Betancourt    | Hoosiers de l'Indiana            |
| 1982  | Joe Ulrich             | Blue Devils de Duke              |
| 1983  | Mike Jeffries (en)     | Blue Devils de Duke              |
| 1984  | Amr Aly (en)           | Lions de Columbia                |
| 1985  | Tom Kain (en)          | Blue Devils de Duke              |
| 1986  | John Kerr (en)         | Blue Devils de Duke              |
| 1987  | Bruce Murray           | Tigers de Clemson                |
| 1988  | Ken Snow (en)          | Hoosiers de l'Indiana            |
| 1989  | Tony Meola             | Cavaliers de la Virginie         |
| 1990  | Ken Snow (en) (2)      | Hoosiers de l'Indiana            |
| 1991  | Alexi Lalas            | Scarlet Knights de Rutgers       |
| 1992  | Brad Friedel           | Bruins de l'UCLA                 |
| 1993  | Claudio Reyna          | Cavaliers de la Virginie         |
| 1994  | Brian Maisonneuve      | Hoosiers de l'Indiana            |
| 1995  | Mike Fisher            | Cavaliers de la Virginie         |
| 1996  | Mike Fisher (2)        | Cavaliers de la Virginie         |
| 1997  | Johnny Torres (en)     | Bluejays de Creighton            |
| 1998  | Wojtek Krakowiak       | Tigers de Clemson                |
| 1999  | Ali Curtis (en)        | Blue Devils de Duke              |
| 2000  | Chris Gbandi (en)      | Huskies du Connecticut           |
| 2001  | Luchi Gonzalez         | Mustangs de SMU                  |
| 2002  | Alecko Eskandarian     | Cavaliers de la Virginie         |
| 2003  | Chris Wingert          | Red Storm de Saint John          |
| 2004  | Danny O'Rourke         | Hoosiers de l'Indiana            |
| 2005  | Jason Garey (en)       | Terrapins du Maryland            |
| 2006  | Joseph Lapira (en)     | Fighting Irish de Notre Dame     |
| 2007  | O'Brian White          | Huskies du Connecticut           |
| 2008  | Marcus Tracy           | Demon Deacons de Wake Forest     |
| 2009  | Teal Bunbury           | Zips d'Akron                     |
| 2010  | Darlington Nagbe       | Zips d'Akron                     |
| 2011  | Andrew Wenger          | Blue Devils de Duke              |
| 2012  | Patrick Mullins        | Terrapins du Maryland            |
| 2013  | Patrick Mullins        | Terrapins du Maryland            |
| 2014  | Leo Stolz              | Bruins de l'UCLA                 |
| 2015  | Jordan Morris          | Cardinal de Stanford             |
| 2016  | Ian Harkes (en)        | Demon Deacons de Wake Forest     |
| 2017  | Jon Bakero             | Demon Deacons de Wake Forest     |
| 2018  | Andrew Gutman (en)     | Hoosiers de l'Indiana            |
| 2019  | Robbie Robinson (en)   | Tigers de Clemson                |
| 2020  | Gloire Amanda          | Beavers d'Oregon State           |
| 2021  | Dante Polvara          | Hoyas de Georgetown              |
| 2022  | Duncan McGuire         | Bluejays de Creighton            |

### Bilan
| Université                       | Titres |
| -------------------------------- | ------ |
| Hoosiers de l'Indiana            | 7      |
| Blue Devils de Duke              | 6      |
| Billikens de Saint-Louis         | 5      |
| Cavaliers de la Virginie         | 5      |
| Demon Deacons de Wake Forest     | 3      |
| Huskies du Connecticut           | 3      |
| Terrapins du Maryland            | 3      |
| Tigers de Clemson                | 3      |
| Bruins de l'UCLA                 | 2      |
| Hawks de Hartwick (en)           | 2      |
| Zips d'Akron                     | 2      |
| Bluejays de Creighton            | 2      |
| Bears de Brown                   | 1      |
| Beavers d'Oregon State           | 1      |
| Blackbirds de LIU Brooklyn (en)  | 1      |
| Cardinal de Stanford             | 1      |
| Fighting Irish de Notre Dame     | 1      |
| Lions de Columbia                | 1      |
| Mustangs de SMU                  | 1      |
| Nittany Lions de Penn State      | 1      |
| Red Dragons de SUNY Oneonta (en) | 1      |
| Red Storm de Saint John          | 1      |
| Scarlet Knights de Rutgers       | 1      |
| Spartans de San Jose State       | 1      |
| Hoyas de Georgetown              | 1      |

## Trophée Hermann féminin (depuis 1988)

### Vainqueurs
| Année | Nom                    | Université                              |
| ----- | ---------------------- | --------------------------------------- |
| 1988  | Michelle Akers         | Golden Knights de l'UCF                 |
| 1989  | Shannon Higgins (en)   | Tar Heels de la Caroline du Nord        |
| 1990  | April Kater            | Minutewomen d'UMass                     |
| 1991  | Kristine Lilly         | Tar Heels de la Caroline du Nord        |
| 1992  | Mia Hamm               | Tar Heels de la Caroline du Nord        |
| 1993  | Mia Hamm (2)           | Tar Heels de la Caroline du Nord        |
| 1994  | Tisha Venturini        | Tar Heels de la Caroline du Nord        |
| 1995  | Shannon MacMillan      | Pilots de Portland                      |
| 1996  | Cindy Daws (en)        | Fighting Irish de Notre Dame            |
| 1997  | Cindy Parlow           | Tar Heels de la Caroline du Nord        |
| 1998  | Cindy Parlow (2)       | Tar Heels de la Caroline du Nord        |
| 1999  | Mandy Clemens (en)     | Broncos de Santa Clara                  |
| 2000  | Anne Mäkinen (en)      | Fighting Irish de Notre Dame            |
| 2001  | Christie Welsh (en)    | Nittany Lions de Penn State             |
| 2002  | Aly Wagner             | Broncos de Santa Clara                  |
| 2003  | Cat Reddick            | Tar Heels de la Caroline du Nord        |
| 2004  | Christine Sinclair     | Pilots de Portland                      |
| 2005  | Christine Sinclair (2) | Pilots de Portland                      |
| 2006  | Kerri Hanks            | Fighting Irish de Notre Dame            |
| 2007  | Mami Yamaguchi         | Seminoles de Florida State              |
| 2008  | Kerri Hanks (2)        | Fighting Irish de Notre Dame            |
| 2009  | Kelley O'Hara          | Cardinal de Stanford                    |
| 2010  | Christen Press         | Cardinal de Stanford                    |
| 2011  | Teresa Noyola          | Cardinal de Stanford                    |
| 2012  | Crystal Dunn           | Tar Heels de la Caroline du Nord        |
| 2013  | Morgan Brian           | Cavaliers de la Virginie                |
| 2014  | Morgan Brian (2)       | Cavaliers de la Virginie                |
| 2015  | Raquel Rodríguez       | Nittany Lions de Penn State             |
| 2016  | Kadeisha Buchanan      | Mountaineers de la Virginie-Occidentale |
| 2017  | Andi Sullivan          | Cardinal de Stanford                    |
| 2018  | Catarina Macario       | Cardinal de Stanford                    |
| 2019  | Catarina Macario (2)   | Cardinal de Stanford                    |
| 2020  | Jaelin Howell (en)     | Seminoles de Florida State              |
| 2021  | Jaelin Howell (en) (2) | Seminoles de Florida State              |
| 2022  | Michelle Cooper        | Blue Devils de Duke                     |

### Bilan
| Université                              | Titres |
| --------------------------------------- | ------ |
| Tar Heels de la Caroline du Nord        | 9      |
| Cardinal de Stanford                    | 6      |
| Fighting Irish de Notre Dame            | 4      |
| Pilots de Portland                      | 3      |
| Seminoles de Florida State              | 3      |
| Broncos de Santa Clara                  | 2      |
| Cavaliers de la Virginie                | 2      |
| Nittany Lions de Penn State             | 2      |
| Knights de l'UCF                        | 1      |
| Minutewomen d'UMass                     | 1      |
| Mountaineers de la Virginie-Occidentale | 1      |
| Blue Devils de Duke                     | 1      |